# Phimeanakas
Phimeanakas (Đền trời) tại Angkor, Campuchia là một ngôi đền Hindu theo phong cách Khleang được xây cuối thế kỷ 10, trong thời kỳ trị vì của vua Rajendravarman II (941-968), sau đó được xây lại vào thời Suryavarman II theo hình dạng một kim tự tháp có 3 tầng. Trên đỉnh kim tự tháp này có một tháp lớn trên cùng, tương truyền nó có một tháp làm bằng vàng là nơi nghỉ đêm của vua cùng với rắn thần.
Theo truyền thuyết, nhà vua đã trải qua ca canh gác đầu tiên mỗi đêm với một cô gái Naga trong ngôi tháp và kể cả hoàng hậu cũng không được đi vào đây. Chỉ có ca gác thứ hai thì nhà vua mới quay về cung với hoàng hậu. Nếu Naga là một chủ đất tối cao của đất Khmer không đến một đêm, nếu nhà vua không có mặt, tai họa sẽ giáng lên vùng đất của ông.

## Miêu tả đền

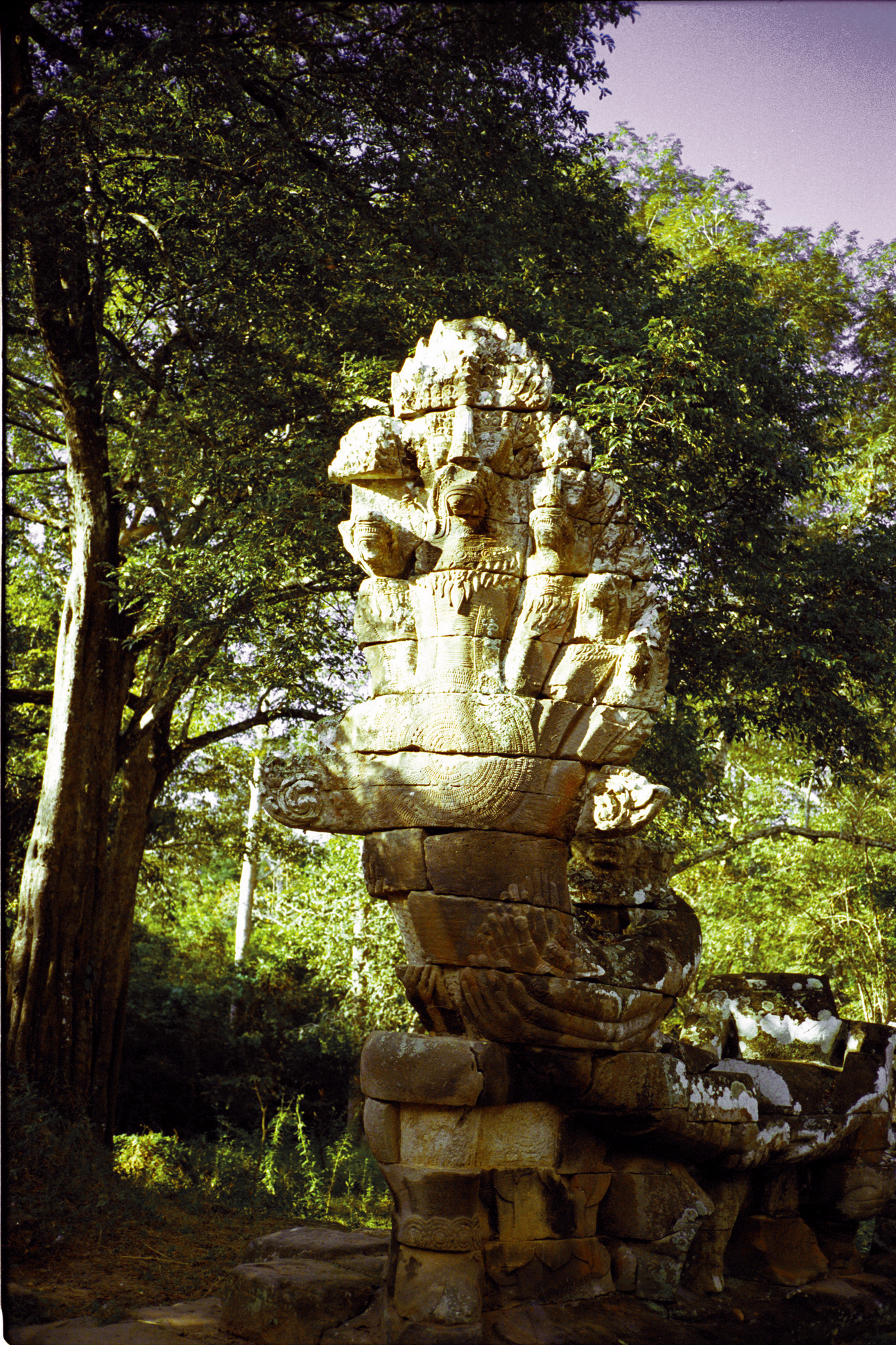
Một Naga

Đền nằm ở cổng ra của cổng Chiến Thắng trong khu quần thể của Kinh thành Angkor Thom.
Cung điện hoàng gia Phimeanakas, nay hầu như chỉ là bãi đất trống nằm giữa một số tường thành còn sót lại. Trong khu hoàng gia còn hai hồ nước lớn gọi là Srah Srei và Srah Bros nơi xưa kia vua, cung nữ trầm mình tắm. Châu Đạt Quan đã viết về cung điện hoàng gia như sau (9): "Ở đây có một tháp vàng (Phimeanakas), trên lầu cao nhất của tháp là nơi nhà vua ngủ. Mọi người dân ở đây cho là trên tháp đó có hồn của một con rắn chín đầu. Rắn này là chủ của tất cả đất đai trên xứ sở. Hồn rắn xuất hiện nữa đêm dưới dạng một người đàn bà. Chính với hồn rắn này mà nhà vua ngủ và kết hợp chung".
Độ cao của đền trung bình cao 35 m, ngang 28 m, hình ảnh chúng ta thấy bên phải màn hình được xem là đền trung tâm, nếu tính luôn chân tháp có khi lên đến 40 m.
Tương truyền rằng chính những bậc thang đi lên này mà hằng đêm, nhà vua đã leo lên để ngủ cùng với rắn thần Naga.
Tại cung điện hoàng gia, các nhà khảo cổ đã tìm thấy một phiến đá tạc tiếng Phạn kể về sự nghiệp của vua Jayavarman VII như sau. Lúc thiếu thời, khi Jayavarman VII mang quân đi đánh Champa, thì cha mất. Vua Yasovarman II lên ngôi, nhưng bị Tribhuvanaditya chiếm ngôi. Ông trở về đợi lúc có thời cơ để phục hồi ngôi vua. Khi Champa mang binh đánh phá Angkor và tiêu diệt Tribhuvanaditya, ông tự xưng là vua và khởi nghĩa chống lại Champa. Cuộc chiến với Champa rất là gay go qua nhiều trận đánh và cuối cùng toàn thắng giải phóng đất nước. Sau đó, Jayavarman VII trả thù mang quân đánh Champa, Champa bại trận và trở thành một tỉnh của Đế chế Khmer. Đây là khúc quanh lớn trong lịch sử của cả Champa và Khmer. Ở Bayon và Banteay Chmar có các điêu khắc về cảnh thủy chiến với Champa rất sống động. Banteay Chmar khoảng 150 km về phía tây bắc Angkor gần biên giới Thái Lan hiện nay, được Jayavarman VII xây dựng tưởng niệm con ông và bốn tướng lãnh hy sinh đánh Champa. Banteay Chmar có kiến trúc tương tự như Bayon với tháp bốn mặt, nằm trên con đường lộ xưa nối liến Angkor với Phimai và cao nguyên Khorat (nay thuộc Thái Lan).

## Giá trị
Nằm trong khu quần thể Angkor Wat thế nhưng đền rất ít du khách biết đến bởi vẻ hoang tàn và đổ nát cộng với các tuyệt tác của đền hầu như đã bị trộm cắp và bị thiên nhiên tàn phá. Việc trùng tu đền gặp nhiều trở ngại hềt sức khó khăn bởi các tư liệu về đền hầu như không còn. Đền chỉ thích hợp với khách lưu lại đền dài ngày bởi đền nằm xa khu trung tâm và những gì còn sót lại của đền không hấp dẫn như các công trình khác.